# Wilfred Nichol
Wilfred Paulin Nichol (ur. 29 maja 1901 w Newcastle upon Tyne, zm. 8 lutego 1955 w Wakefield) – brytyjski lekkoatleta (sprinter), wicemistrz olimpijski z 1924.
Na igrzyskach olimpijskich w 1924 w Paryżu zdobył srebrny medal w sztafecie 4 × 100 metrów za zespołem Stanów Zjednoczonych, a przed Holandią (sztafeta brytyjska biegła w składzie: Harold Abrahams, Walter Rangeley, Nichol i Lancelot Royle). Na tych samych igrzyskach Nichol startował również w biegu na 100 metrów i biegu na 200 metrów, dochodząc w obu konkurencjach do półfinałów.
Był wicemistrzem Wielkiej Brytanii (AAA) w biegu na 100 jardów w 1923 i 1924 oraz brązowym medalistą w biegu na 220 jardów w 1924.
Podczas igrzysk olimpijskich w Paryżu trzykrotnie poprawiał rekord Wielkiej Brytanii w sztafecie 4 × 100 metrów, doprowadzając go do wyniku 41,2 s 13 lipca 1924. Wynik z eliminacji, 42,0 s, był nawet przez jeden dzień rekordem świata.